# Veddinge Bakker
 For alternative betydninger, se Veddinge Bakker (flertydig). (Se også artikler, som begynder med Veddinge Bakker)
Veddinge Bakker er en kyst- og sommerhusby ved Sejerø Bugt i Nordvestsjælland med 201 indbyggere i byområdet (2014). Byen er beliggende i Fårevejle Sogn 3 kilometer vest for Høve, 7 km nord for Asnæs og 30 km nordvest for Holbæk. Den ligger i Odsherred Kommune og tilhører Region Sjælland. Veddinge Bakker er også et storbakket fredet landskab i samme område med stejle skråninger ned mod Sejrø Bugt.
Veddinge Bakker er etableret som et sommerhusområde, hvor antallet af fastboende for første gang nåede over 200 i 2013, hvorfor det nu defineres som et byområde.